# Volvo Ocean Race 2008-09

La Volvo Ocean Race 2008-09 fue la décima edición de la vuelta al mundo a vela. 
La salida se dio el 11 de octubre de 2008 en Alicante, España. Los puertos por los que transcurrió fueron: Ciudad del Cabo (Sudáfrica), Kochi (India), Qingdao (China), Boston (Estados Unidos), Galway (Irlanda), Gotemburgo (Suecia) y San Petersburgo (Rusia).

## Clasificación final
| Puesto | Yate                     | Patrón                     | Puntos |
| ------ | ------------------------ | -------------------------- | ------ |
| 1      | Ericsson 4               | Torben Grael               | 114.5  |
| 2      | Puma Ocean Racing Team   | Ken Read                   | 105.5  |
| 3      | Telefónica Azul          | Bouwe Bekking              | 98     |
| 4      | Ericsson 3               | Anders Lewander            | 78.5   |
| 5      | Green Dragon Racing Team | Ian Walker                 | 67     |
| 6      | Telefónica Negro         | Fernando Echávarri         | 58     |
| 7      | Team Delta Lloyd         | Roberto Bermúdez de Castro | 41.5   |
| 8      | Team Russia              | Andreas Hanakamp           | 10.5   |